# Iván Kramskói
Iván Nikoláyevich Kramskói (Ostrogozhsk, Rusia, 27 de mayojul./ 8 de junio de 1837greg.-San Petersburgo, 24 de marzojul./ 5 de abril de 1887greg.) (Ruso: Ива́н Никола́евич Крамско́й) fue un pintor y crítico de arte ruso. Fue uno de los inspiradores y el líder inicial de la Sociedad de Exposiciones Artísticas Itinerantes.

## Biografía
Iván Kramskói nació en 8 de junio de 1837 en la localidad de Ostrogozhsk (Óblast de Vorónezh). Sus orígenes se encuentran en una familia humilde de la pequeña burguesía local. Entre 1857 y 1863 estudió en la Academia Imperial de las Artes (San Petersburgo). Allí se enfrentó al academicismo imperante y fue el inspirador de la “revuelta de los catorce” que acabó con la expulsión de la Academia de los estudiantes implicados. Estos fundaron una sociedad cooperativa de arte a la que llamaron “Artel de pintores” (Артель художников).
Bajo el influjo de las ideas de los demócratas revolucionarios rusos, Kramskói defendió la existencia de un deber fundamental del artista ante la sociedad: los principios del realismo, además de reivindicar un contenido moral y nacional en el arte. Se convirtió en uno de los organizadores de la Sociedad de Exposiciones Artísticas Itinerantes (Peredvízhniki), que dirigiría en su primera etapa. Entre 1863 y 1868 dio clases en la escuela de dibujo de una sociedad de apoyo a las artes aplicadas. Representó  durante unos 30 años la vanguardia del arte ruso y fue creador de la famosa sociedad de las exposiciones ambulantes.
Con los años acabaría creando una notable galería de retratos de contemporáneos ilustres: escritores, científicos, artistas y otras personalidades destacadas, entre ellos Lev Tolstói (1873), Iván Shishkin (1873 y 1880), Pável Tretiakov (1876), Tarás Shevchenko (1871), Aleksandr Griboyédov (1875), Iván Aivazovski, Vladímir Soloviov (1885), el emperador Alejandro III (1886) y su esposa María Fiódorovna.

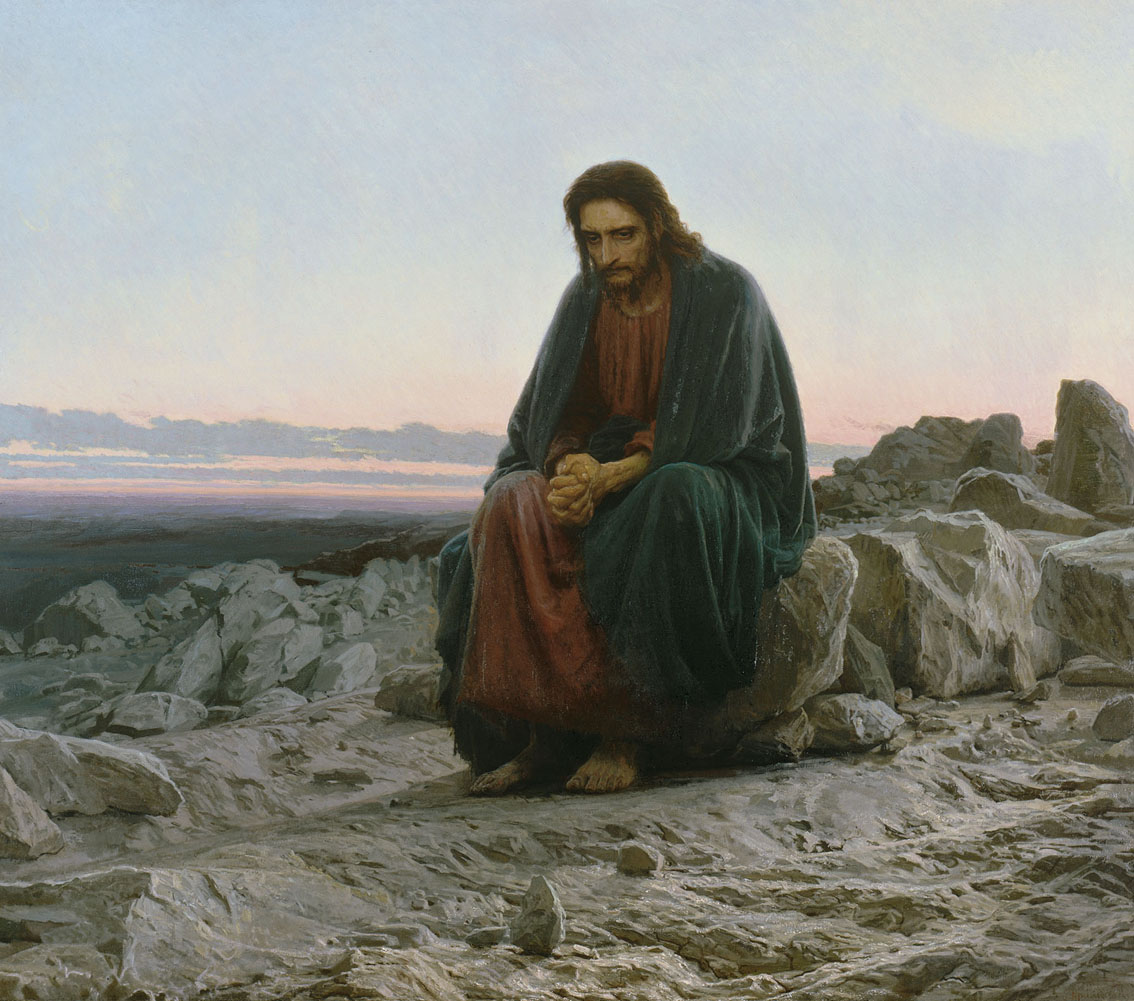
Cristo en el desierto. Óleo sobre lienzo, 180 x 210 cm., 1872 Galería Tretiakov, Moscú.

Aparte de figuras relevantes de su época Kramskói retrató con frecuencia a personas anónimas, siguiendo sus propias ideas acerca de la finalidad del arte. Son particularmente destacables sus retratos de campesinos rusos, en los que poniendo el acento sobre las características psicológicas del sujeto alcanza una gran expresividad.
En 1872 Kramskói realiza la que quizá sea su pintura más célebre y que ocupa un lugar importantísimo en el arte ruso de la segunda mitad del siglo XIX: “Cristo en el desierto”. Continuando con la tradición humanística de Aleksandr Ivánov, Kramskói trata una escena bíblica (tema tradicional en el arte) dando al motivo una especial profundidad moral y filosófica. Sobre este lienzo León Tolstói dijo que era el mejor retrato de Cristo que nunca hubiera contemplado.
La influencia de las ideas del artista se hace patente en tanto en los retratos como en los temas elegidos para las pinturas, como por ejemplo en “Retrato de una desconocida” (1887-1888) o en “Aflicción inconsolable” (1884). 
La orientación de las obras de Kramskói, sus agudas y críticas opiniones sobre el arte, y su perseverante búsqueda de criterios objetivos en la valoración de las creaciones artísticas contribuyeron a desarrollar de un modo crucial la visión democrática del arte en la Rusia del último tercio del siglo XIX.
Iván Kramskói falleció el 24 de marzo de 1887 mientras se hallaba pintando un retrato del pediatra Karl Raujfus. Súbitamente el artista se inclinó y cayó al suelo. El doctor intentó ayudarle pero no pudo hacer nada por salvarlo. Los restos del artista están enterrados en el cementerio Tijvin (monasterio de Aleksandr Nevski, San Petersburgo).
La Galería Tretiakov de Moscú alberga actualmente la colección más completa de obras de Kramskói, seguida por el Museo Ruso de San Petersburgo.
El escritor ruso Fiódor Dostoyevski menciona la obra El contemplador de Kramskói, a la que califica de «cuadro excelente» en Los hermanos Karamázov.

## Galería de pinturas

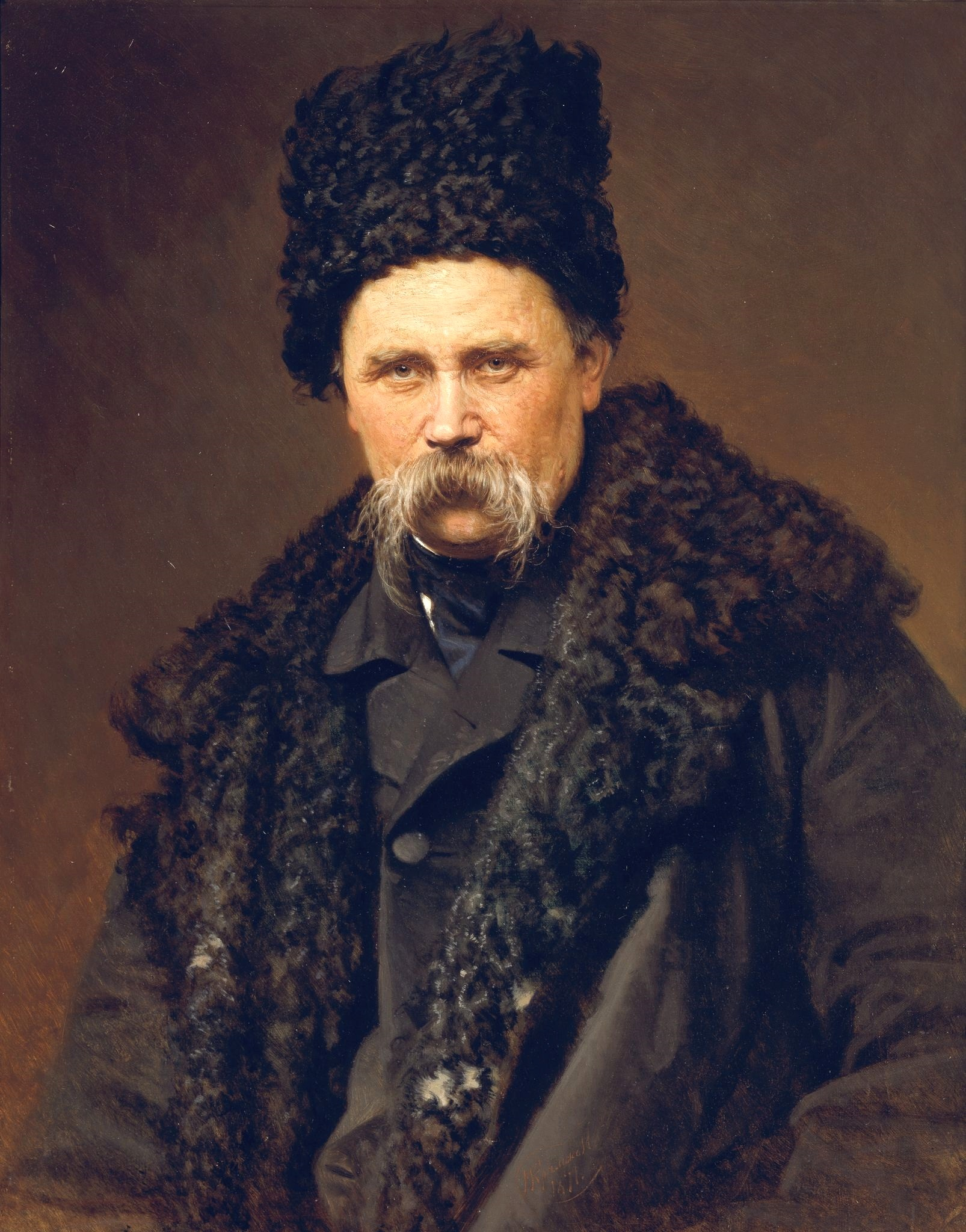
El poeta y pintor Tarás Shevchenko
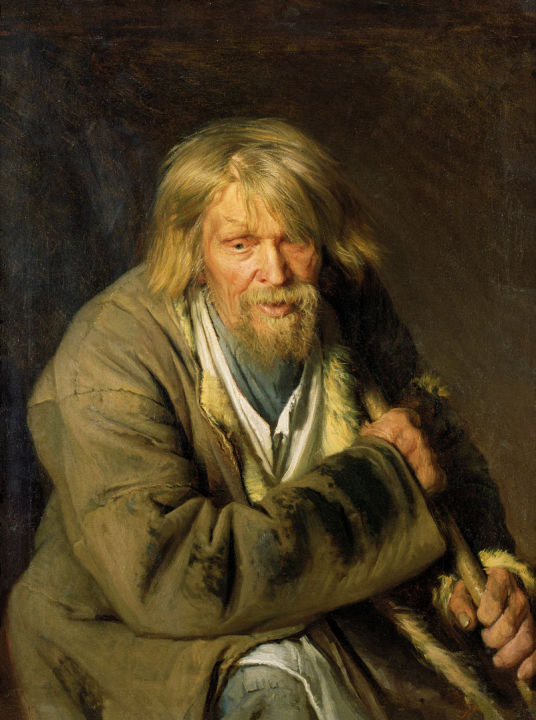
Anciano con una muleta (1872)
Lev Tolstói (1873)
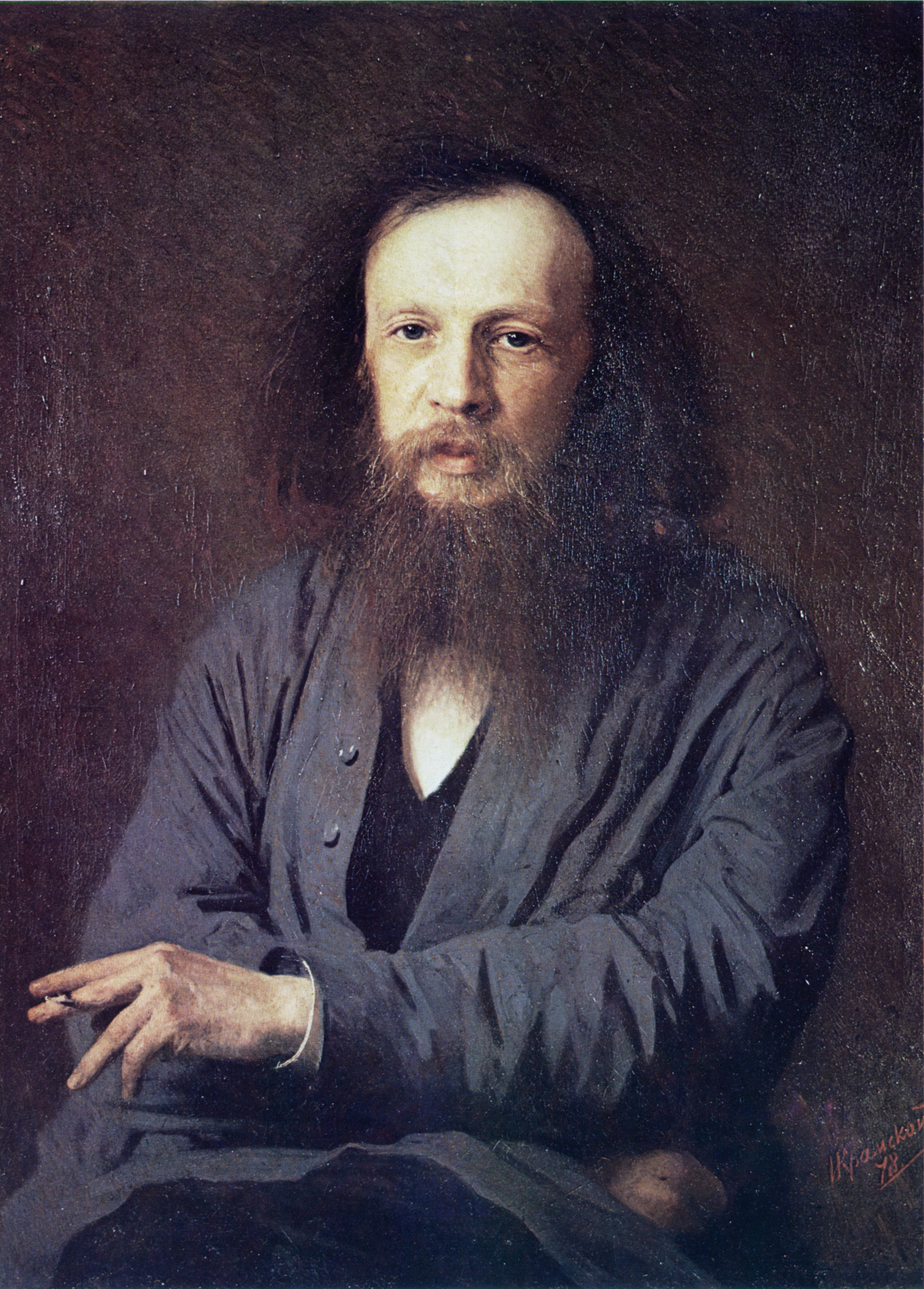
Dmitri Mendeléyev, 1878
Iván Shishkin (1880)
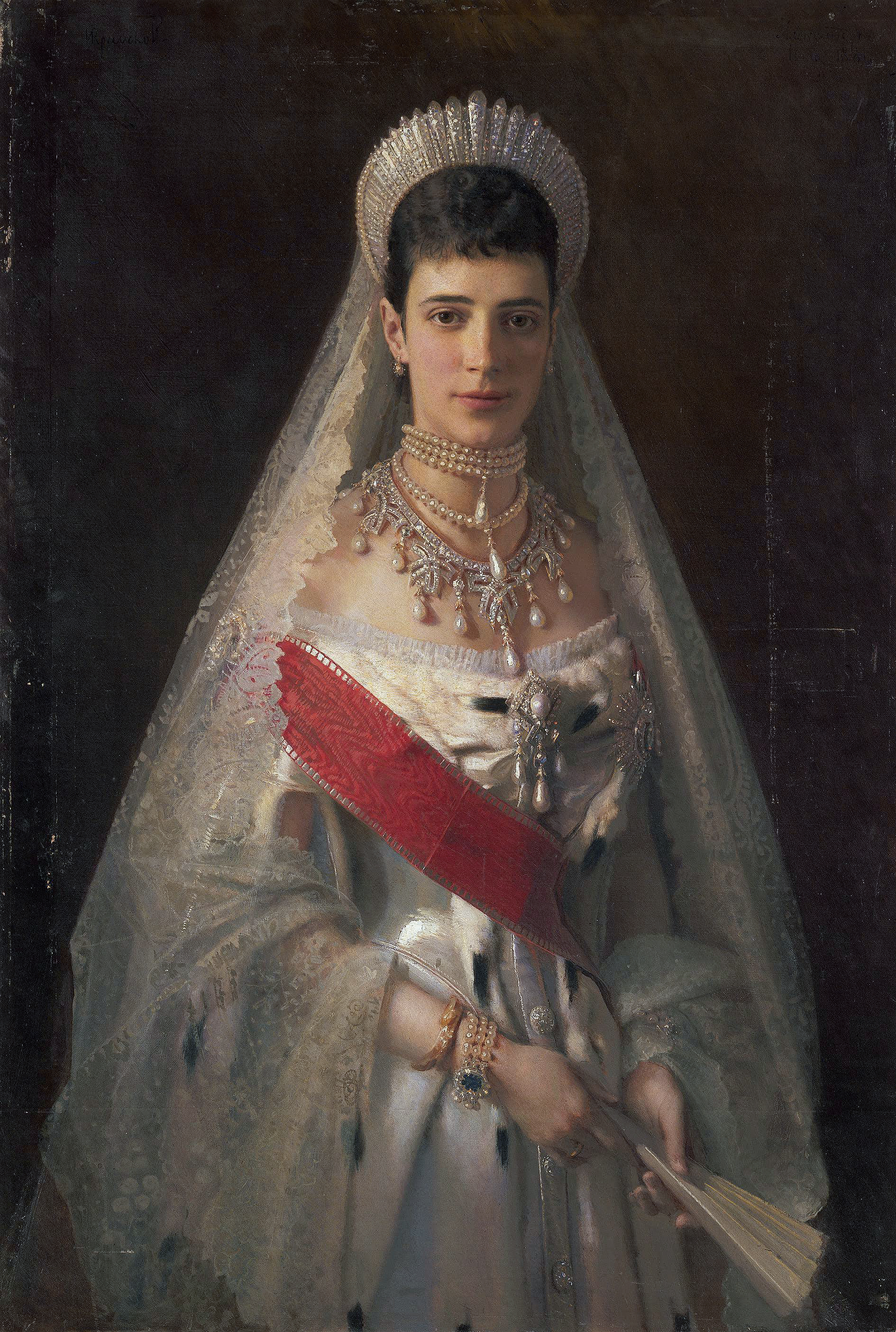
María Fiódorovna (Dagmar de Dinamarca, años 1880)
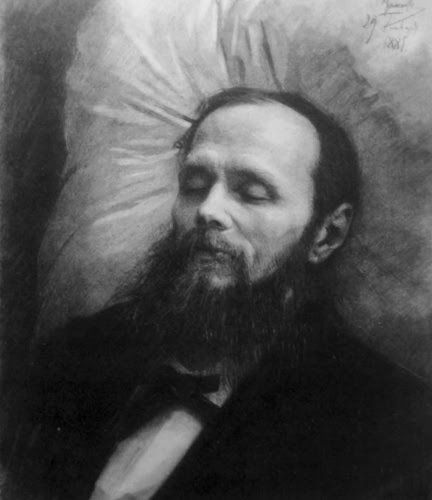
Fiódor Dostoyevski en su lecho de muerte, 1881.
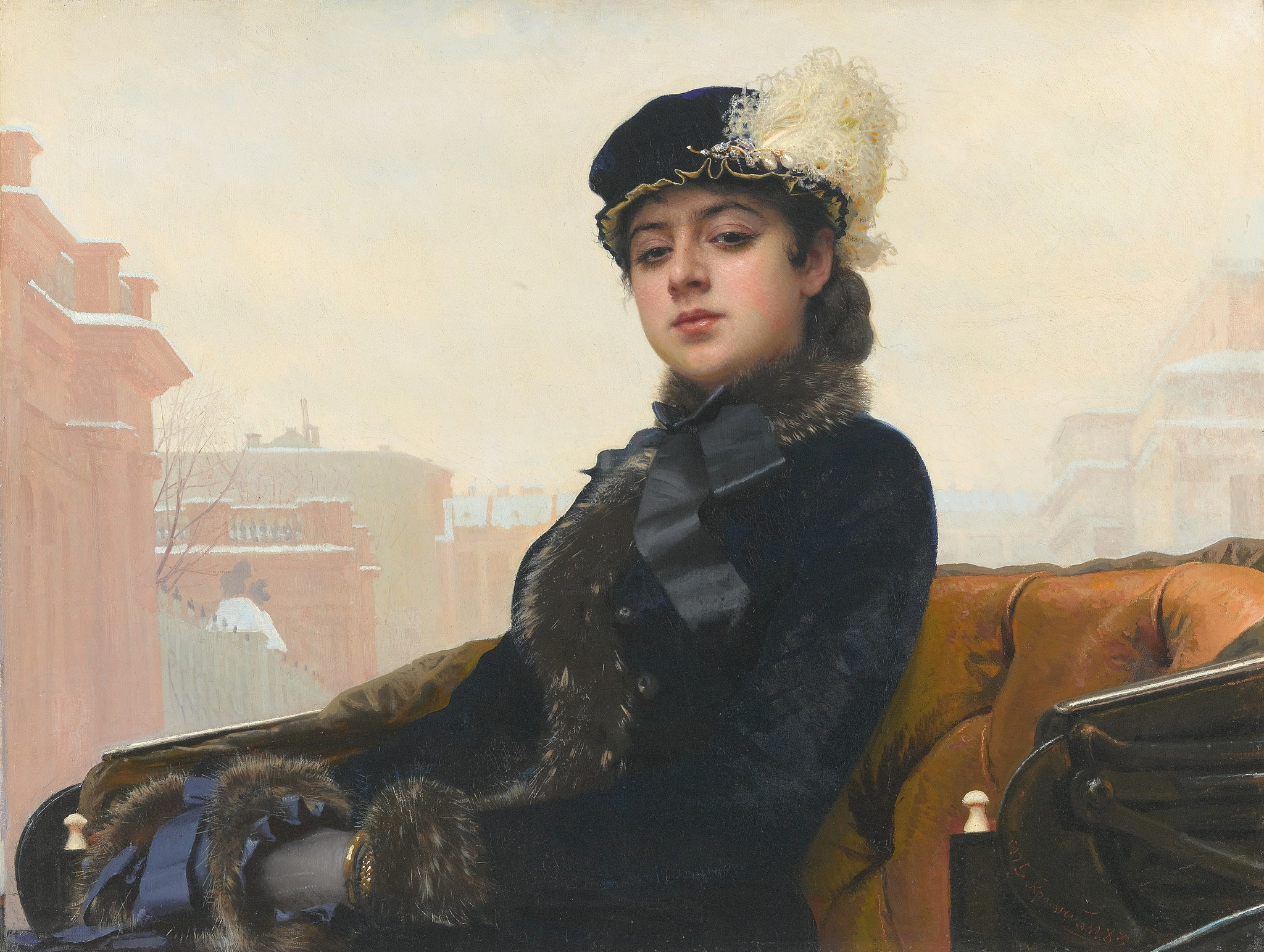
Retrato de una desconocida (1883)
Aflicción inconsolable (1884)
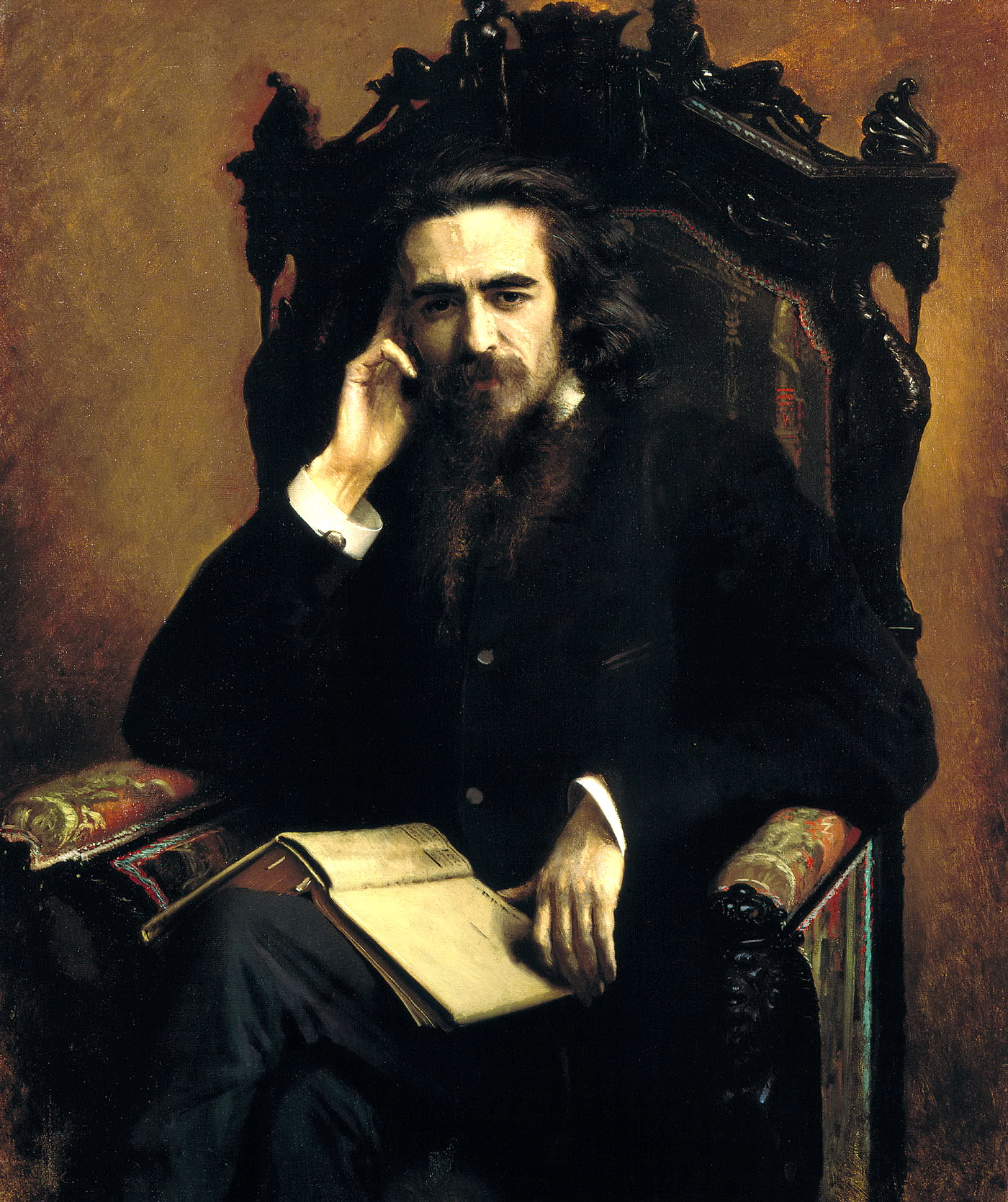
Vladímir Soloviov, 1885
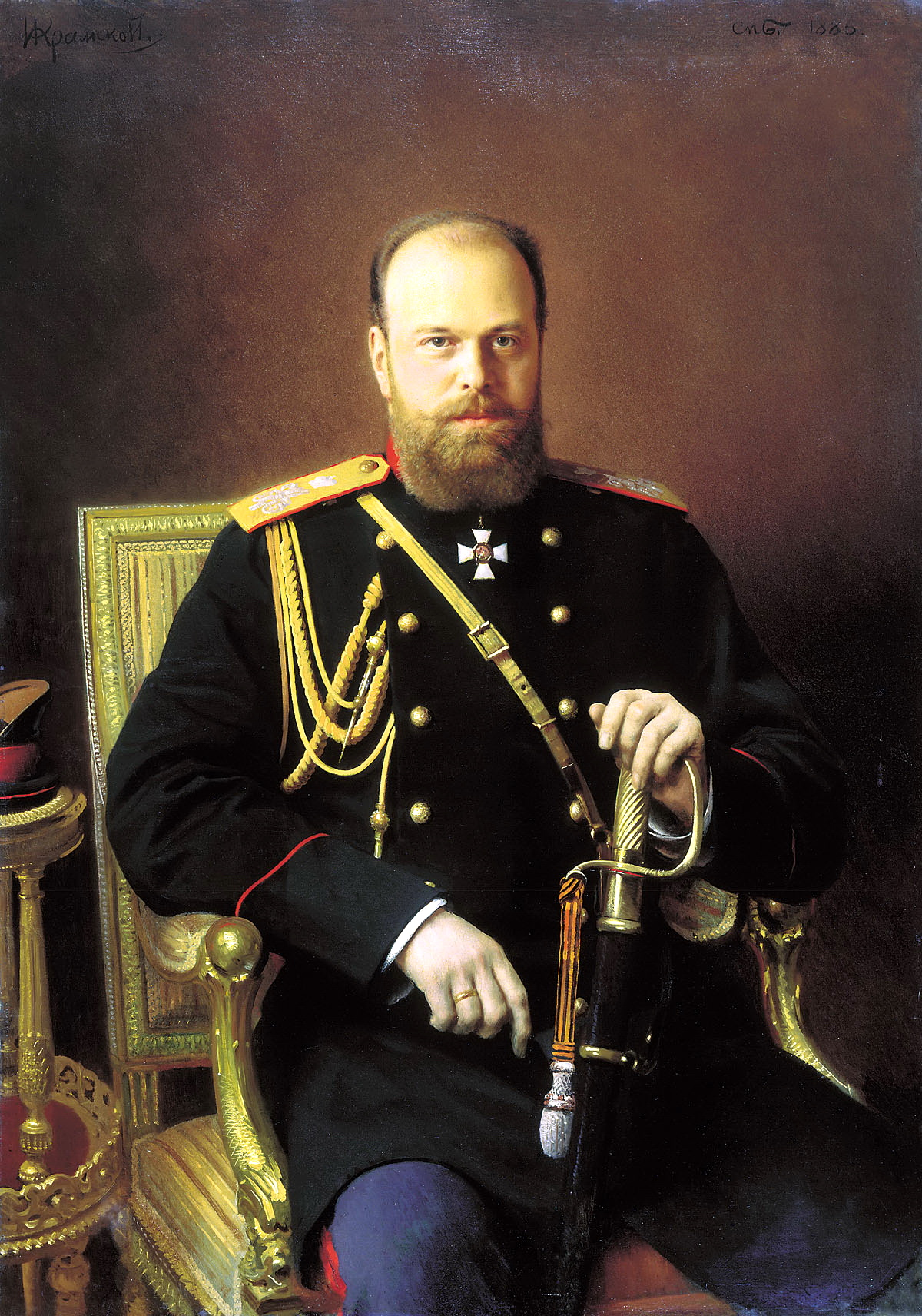
Alejandro III (1886)